# ビー・バップ・ハイスクール 高校与太郎行進曲
『ビー・バップ・ハイスクール 高校与太郎行進曲』は、漫画『ビー・バップ・ハイスクール』を原作とした1987年3月21日公開の日本映画。きうちかずひろの人気コミックの実写版第3弾。

## ストーリー
愛徳高校に通う落ちこぼれヤンキー2人組のヒロシ（清水宏次朗）とトオル（仲村トオル）。そんな2人にとってかけがえのない存在だった学校一の美少女・今日子がアメリカに留学する事となる。突然の別れに落胆する2人。以降2人は気が抜けたように何をしても身に入らない茫然とした日々を送るが、そんなある日、2人の前に県下一の進学校・桜ヶ丘高校の連中が喧嘩を売ってきた。その中で学校創立以来のワルだと自称する服巻鉄也（高瀬将嗣）をおちょくった2人は、仕返しのため悪友である立花商業高校No,2の郷ミノル（土岐光明）を送り込む。しかし、どうしてもヒロシとトオルを自分の手でやっつけないと気が済まない服巻は、自分の彼女である裕美（小泉亜紗香）を使って2人をおびき出すことに成功するも、裕美を巡って敵味方入り乱れての乱闘騒ぎとなってしまう。
ある日、トオルに夢中の中学生で五中の鬼姫と呼ばれる如月翔子（五十嵐いづみ）が授業中にもかかわらず愛徳の教室に乗り込んできた。翔子に興味のないトオルは「こんなガキいらねえよ！」とつらく当たるが、翔子は友達の沙貴（小沢なつき）をヒロシに紹介するという。ヒロシは沙貴を大変気に入るが、沙貴はちょうどヒロシの近くに居合わせた2人の舎弟分であるノブオ（古川勉）がタイプだと言って即フラれてしまう。結局その日は寂しい夜を迎えるヒロシであったが、周囲の皆がモテない悲惨な状況の中、北高校の番長・前川新吾（小沢仁志）だけは毎晩女をとっかえ引き換えするほどのモテモテぶり。前川に女を寝取られたと迫る飯田（土屋佳之）と川津（矢部和典）に「お詫びに俺の女を世話する」と聞いて、ヒロシとトオルは「自分たちも」と頼み込む。そこに立花商業No,1の菊永淳一（石井博泰）も加わった。各校ヤンキー揃いの勢いに怖くなった飯田と川津はその場から逃げ出し、ゲームセンターから出てきた無期停学組の須賀良治（長谷川悟）らと激突してしまう。そこに飯田たちを追いかけてきたヒロシたちがその場に出くわすが、その場でヒロシたちは無期停学組らとの喧嘩に発展する。そこへ駆けつけてきた地元警察署少年課の島崎刑事こと鬼島（地井武男）に収められる。凶暴な良治は前川と菊永を闇討ちで病院送りにしてしまい、ヒロシたちも不意な襲撃を恐れ緊張が高まる。トオルにべた惚れな翔子は彼のために良治たちのたまり場であるゲームセンターへと探りに行くが、それを良治たちに気付かれ翔子は人質として捕まってしまう。翔子を探しに行ったノブオも良治たちに捕まってしまった。それを知ったヒロシたちは翔子とノブオを救出するために良治たちが隠れている町工場の中に乗り込んだ。そして、激戦の末にヒロシとトオルは次々と無期停学組を、最後には良治を倒してしまうのであった。
原作収録エピソード
3、6〜7巻参考
- 1 高校与太郎行進曲(7巻)
- 2 突発性恋愛乱気流(3巻)
- 3 角刈仁義恋泥棒(6巻)
- 4 高校生恋色一代男(7巻)
- 5 不良少年無頼控(6巻)

カットシーン
- 純愛大将恋未練(6巻)

## キャスト

### 愛徳高校
- 中間徹（2年F組） - 仲村トオル
- 加藤浩志（2年F組） - 清水宏次朗
- 三原山順子（3年） - 宮崎萬純
- 兼子信雄（2年F組） - 古川勉
- 横浜銀一（2年F組） - 八巻保幸
- 赤城山忠治（2年F組） - 小林啓志
- 大前均太郎（1年） - 上野隆彦
- 黒田晋平（シンペー） - 岡田東二
- 川端純（ジュン） - 百々英二
- 山本先生（世界史） - 草薙幸二郎

### 北高校
- 前川新吾 - 小沢仁志

### 桜ヶ丘高校
- 腹巻鉄也 - 高瀬将嗣
- 裕美（腹巻鉄也の彼女） - 小泉亜紗香

### 立花商業高校
- 菊永淳一 - 石井博泰
- 郷ミノル - 土岐光明

### 市立第五中学校
- 如月翔子（五中の鬼姫） - 五十嵐いづみ
- 沙貴 - 小沢なつき

### 無期停学組
- 須賀良治（リョウ） - 長谷川悟

### その他
- 鬼島 - 地井武男
- 食堂の大将 - 榎木兵衛
- 駅のおじいさん - 花沢徳衛
- デパートの屋上で新曲発表会をしているバンド - BEE PUBLIC

## スタッフ
- 監督 - 那須博之
- プロデューサー - 黒澤満、紫垣達郎、長谷川安弘
- 原作 - きうちかずひろ（講談社刊）
- 脚本 - 那須真知子
- 撮影 - 森勝
- 照明 - 野口素胖
- 録音 - 橋本文雄
- 美術 - 和田洋
- 編集 - 山田真司
- キャスティング - 飯塚滋
- 助監督 - 祭主恭嗣
- 製作担当 - 川崎隆
- 音楽 - 埜邑紀見男、都志見隆
  - 「ビー・バップ・ハイスクール 高校与太郎行進曲」オリジナル・サウンドトラック
- 音楽プロデューサー - 高桑忠男、石川光
- 主題歌 - ビー・バップ・少年少女合唱団「ビー・バップ・シンドローム」（ワーナー・パイオニア）
- 助監督 - 加藤晃、鈴木宏志、中田秀夫、隅田靖
- 撮影助手 - 井上明夫、西久保維宏、五十嵐英弘、木原永悟、浮谷康至
- 照明助手 - 山田茂、本橋義一、松岡泰彦、赤津淳一、重田全史
- 録音助手 - 岩倉雅之
- 選曲 - 武田康宏
- 音響効果 - 斉藤昌利（東洋音響）
- 編集助手 - 米山幹一
- ネガ編集 - 土井由美子
- 記録 - 鈴木さとみ
- 美術助手 - 望月弥生子
- 装飾 - 板村一彦、松田智昭、金勝浩一、大野俊哉
- 装置 - 斉藤和弘
- 撮影効果 - 城田幸夫、江津千秋
- 技闘 - 高瀬将嗣（高瀬道場）
- 操演 - 白熊栄次
- カー・スタント - TA・KA
- 衣裳 - 越智雅之
- メイク - 佐藤光栄
- スチール - 久井田誠
- 製作宣伝 - 荒井一弥、古川嘉久
- 演技事務 - 河合啓一
- 製作進行 - 鎌田賢一、岩下真司、土門征一
- 美術 - にっかつ美術センター
- 録音 - にっかつスタジオセンター
- 衣裳 - 第一衣裳
- 器材 - 日本映機
- 特機 - NK特機
- 車輌 - 富士プロダクション
- 現像 - 東映化学
- 製作協力 - セントラル・アーツ[1]

## 衣裳協力
- YAHVAN
- （株）三高

## 撮影協力
- 清水駅前銀座商店街
- 静岡鉄道

## 製作
1986年東映正月映画として薬師丸ひろ子主演の『野蛮人のように』の単なる併映作だった一作目『ビー・バップ・ハイスクール』は、ローバジェットの、ノースター映画で（僅かに中山美穂が売り出していたが）、劇画原作の安物イメージであったが、ところが蓋を開けるとビー・バップ人気が次第に昻まり、ついにはビー・バップ目当ての観客の方が増えるという逆転現象を起こした。正に左側（併映作）が右側（メイン作）を凌駕する、かつての「不良番長シリーズ」や、「女番長シリーズ」がしばしばメイン作を痛撃した現象が起きた。『野蛮人のように』のようなハイブロウ気取りの目新しさよりも、これまで日本映画に少なからずあった学園硬派アクションの延長線上にあるちょっとアナクロなロウブロウ作品がウケたことは、東映は勿論、映画関係者を驚かせた。東映のみならず、日本映画の、とりわけプログラムピクチュアの活性化が期待され、東映は新たな青春映画路線を開発したとも評され、大鉱脈を発見した東映にとって、シリーズ第二弾『ビー・バップ・ハイスクール 高校与太郎哀歌』の大ヒットに続く第三弾が制作された。映画ファンの中には「新作が待ち遠しいのは、邦画では"仁義なき戦いシリーズ"以来」と言う者もいた。
この年の東映は正月興行だった冬休み東映まんがまつりを皮切りに、大ヒットが相次ぎ、特に2月14日公開の『スケバン刑事』が大当たり。岡田茂東映社長もホクホクで「映画も含め昨年のビデオ（の大幅売上げ増）の例を見ても分かるように、いまやファッションの根源は中学生が握っているんだよ。『スケバン刑事』にしても日曜になるとヤングがどっと詰めかけてくる状況だ。ヤング物といっても波があるから4年も5年も続くとは思っていないが、いまは盛んに押しているところだ。『ビー・バップ・ハイスクール/高校与太郎行進曲』は前売りが凄いからまだまだいけるぞ」「アニメにしろ、このテのヤングものは前売りだけでは読めんよ。しかしまあ10億円の大台に乗せるということは確実だろうな。TBSが"ビー・バップ現象"みたいなものがヤングの間にあると言っていたよ。3本目で広くヤングの間で面白さが認知されて来たんだよ。まあ春休みの3週間、どのぐらい過熱するかだな。ことによったら10億円のバーを大きく越えるかも知れんしな。こいつが大化けしてくれたら次の『湘南爆走族』にも繋がるよ。いずれにしろ映画の主力観客層が、中学生、高校生にだんだん絞られてきたけど、幼稚園から小学1–2年の層はまんがまつりその他で掴んできたし、アダルト路線（大人向けの落ち着いた映画）はある程度のものはウチは持っているんだが、その中間を取るものがなく、ここに東映の弱点があった。それで角川春樹君の厄介になったり、西崎義展君に厄介になったり、外部の力をずいぶん借りた。ようやくこのテのものを東映独自で出来る体質になったのは大きな成果だわな。これも黒澤満君などの地味な10年にわたる活動がモノを言ってるのは間違いないよ」などと述べた。またこの第三弾は1987年2月25日の時点で、前作に比べ、前売り券が全国主要8館対比で352％と公表した。1987年春の"東映ツッパリ三連打"として『スケバン刑事』『湘南爆走族』などと共に公開された。期待の現れから、本作を春休みを含む3週間の興行を打った。映画の人気も相まって原作も売上げ1,000万部を突破した。

### キャスティング
前2作のヒロイン、泉今日子（中山美穂）が劇中冒頭で交換留学生としてアメリカに留学する形でフェイドアウトするという、原作とは違った映画独自の展開となった。中山の出演シーンは冒頭と劇中の回想シーンで数秒と合わせて2－3分と、1－2作目の撮影シーンからの流用と見られる（名前はノンクレジット）。中山は自身のラジオ番組、ニッポン放送『ちょっとだけええかっこC』1987年6月の放送回で「映画は初体験だったのですが、泉今日子っていう、お嬢さまの役を演じるのがイヤだったなー。自分とは全然、性格が違ってて難しくてね。いまは辛かったけど、よかったなって思ってるんですけどね」などと話した。
脚本の那須真知子は「そもそも美穂ちゃんは1作目の最後に転校して終わる予定だったんですよね。（元々続編予定はなかったがヒットしたため）2作目が決まったので『ただいま』って平然と帰って来させて（笑）。これからやってくれるのかなと思ったらさ。美穂ちゃんが『もう出ない』ということになって……。だからヒロインにはけっこう苦労しました。それで3作目から翔子（五十嵐いづみ）をヒロインにしたし。あとは宮崎萬純ちゃんが良かったので、彼女の出番を増やしましたね」などと述べている。宮崎萬純は本作から改名。
新たなヒロイン役を務めることになったのが如月翔子（五中の鬼姫）で、前作の中野みゆきに代わって五十嵐いづみが演じ、次作『高校与太郎狂騒曲』まで同役を演じた。本作では宮崎と五十嵐のWヒロイン体制となった。
1作目で戸塚高の番長・ヘビ次を演じた小沢仁志が本作から北高の番長・前川新吾を、前作で城東工業の番長・山田敏光を演じた土岐光明が立花の郷ミノル役を『完結篇』まで演じた。トオル、ヒロシ、菊リン、シンゴら各校番長が「ザ・コーマンズ」を結成。
本シリーズの技斗を担当していた高瀬将嗣は、本作にワイヤで引っ張られてドラム缶に当たるスタントがあり、那須監督から『これが出来るのは高瀬しかいないだろう』と言われ、本作で桜ヶ丘高の偏差値番長・腹巻鉄也役として、30歳過ぎて高校生を演じた。当初はオーディションで決まった別の腹巻役の少年がいたが、台詞が多すぎて覚えられない理由から辞退し、黒澤満プロデューサーからの指名で当時30歳で高校生を演じることに抵抗があったが泣く泣く腹巻役を演じた。
無期停学組のリーダー・須賀良治(リョウ)を演じた長谷川悟は当時16歳で本作の新規キャスト募集記事をみて、地元の友達と冗談半分で応募したが、長谷川ともう一人の友人である巻田役の峰松毅が抜擢され、親友同士でトオルとヒロシの敵役という準主役を演じることとなった。
立花商業の菊永の影武者である上田役を演じた鳥浜清は1作目のオーディションに最終選考で落ちていたが、弟とその友達が本作のオーディションを受けることを知り、本人も再挑戦した。オーディション当日ではなぜかスタッフから挨拶され、菊永役の石井博泰と勘違いされた。その経緯から菊永の影武者役に決まったのではないかと推察している。ちなみに石井とは地元が横浜の隣町同士ということで意気投合して鳥浜のことを「お兄ちゃん、お兄ちゃん」と慕ってくれていた。

### 脚本
シリーズも3作目になったことについて、脚本の那須真知子は「時期がよかったんだと思いますよ。若い人、女の子が、ウジウジしている話に飽きて、スカッとした映画を見たいと思い始めていたときにタイミングよく出たんじゃないかしら。こちらも書くときには生命かけてやってますけど。男も女もりりしいのがいいじゃないですか。主人公はりりしく、こんな男の子がいたら惚れるだろうなという理想の少年として描いています……このシリーズは地獄の苦しみでした。原作は劇画ですから、文字で書かれたものは、行間で映像的イメージを作り出すことが出来るけど、劇画は既に絵がある。それもとてもパワーがあるので、そのイメージとボルテージを保ち続けたまま、落とさないで映画として面白いホンを書くのは大変なんです。白髪は増えるし、歯医者に通うことにもなりました……夫婦で二人三脚での映画作りは四六時中映画に接しているわけですからこれも苦しいです」などと、シリーズも3本目になったことから「こんなことなら学生時代にスケバンをやっておけばよかったわ」と話した。

### 撮影
1987年1月10日、クランクイン。実働33日（第2作は48日）。スタジオ撮影は2作目のみ東映東京撮影所で、後は本作も含め、全て日活撮影所。
1作目からすっかり常連になった静岡県清水市でメインロケ。エンドロールで撮影協力として清水駅前銀座商店街と静岡鉄道が表記される。翔子が須賀良治たちのグループにさらわれ、ノブオがペンキをこぼしながら自転車で追うシーンなど。ロケ隊は清水駅前のホテルに陣取った。ただ1時間ぐらいの風俗街でトオルと良治が鉢合わせするシーンは、東京吉祥寺の街区表示板が映る。他に腹巻鉄也（高瀬将嗣）の彼女・裕美（小泉亜紗香）を賭けて、何人かが海に落ちる乱闘シーンは、神奈川県横浜市の倉庫街。
清水ロケで金属バットが仲村の顔に当たり目の上を切った。
クライマックスに次いでヤバいのが、郷ミノル役の土岐光明を電車が走って来る線路の真ん中に立たせ、迫って来る電車にギリギリのタイミングで、背中を向けたまま川に飛び込むシーン。那須監督以下、スタッフはかなり遠く離れたところでスタンバイし、那須がメガホンで指示を送り、望遠でこれを狙った。演じた土岐も「危ないどころの話じゃない。電車はかなり近くまで来ていた。台本には書いてなく、現場でやると言い出した。だからプロデューサーとかなり揉めた。線路内は立ち入り禁止だから、鉄道会社側には、人が立っていることは伝えず、鉄橋で『徐行してくれ』と頼んでいただけでないかと思う。『後ろ絶対振り向くなよ。振り向いたら撮り直しだ』と脅されるし、下はドブだし。頭おかしいよ…練習もなしの一発撮り。挙句、撮影終了後、那須監督から『土岐君、よかったけど、もう一回頭から飛んで欲しい』と言われ、さすがに断った」などと話している。土岐は当時カタギで「危険手当をくれ」と盛んに要求した。電車もよく貸したが、小沢仁志は「役者を将棋の駒扱いできるのは那須さんと黒澤明しかいないんじゃない。那須さんは喧嘩弱いのにすぐ喧嘩したがるしな。那須さんがやられると真知子さんが蹴散らしにくるんだよ。那須さんには本当にお世話になったよ」などと述べている。
原作者のきうちかずひろが『仁義なき戦い』からの影響を話しており、原作とも共通するリスペクトとして『仁義なき戦い』を思わせる広島弁のセリフや字幕、ポスター、俳優陣等が登場する。本作では35分頃、『仁義なき戦い 頂上作戦』で山本健一を演じた梅宮辰夫の名ゼリフ「吐いた唾飲まんとけよ」を浩志（清水宏次朗）が言う。このセリフはケンカの常套句として今に継承されている。このシーンの後、『仁義の墓場』のポスターを燃やすシーンがある。那須監督は『エイリアン2』のノリで作ったと話している。編集作業中の1987年3月7日に行われた『プレイガイドジャーナル』の取材に対して仲村トオルは「このシリーズは前作より前作よりパワー・アップという感じでやってますからね。パート1のとき、電車から河へ飛び込むアクションがありましたが、僕はあれが多分肉体でやるには限界に近いワザだと思うんです。パート3の今回は、仕掛けが多いですね。かなりスケールの大きいものに仕上がっていると思う。でもパート4、パート5となったら、何をやるのか、もう純愛ものにしなきゃ、役者はもたないでしょうね（笑）」などと話した。
デパートの屋上でライブを行うロックバンド ・BEE PUBLICのドラムは、吉川晃司と広島の修道高校時代に「はまちバンド」を組んでいた酒井麿。顔もアップになる。
本作のクライマックスの高崎金属の廃工場を舞台にしたケンカバトルでは、那須監督が当時大ヒットした『ターミネーター』〈1984〉、『エイリアン2』〈1985〉を手掛けたジェームズ・キャメロン作品のアクションや『ブレードランナー』〈1982〉を意識して作られた。リョウが腹部に生け花用の剣山を仕込み、渾身のボディーブローを決めたトオルが苦悶の表情を浮かべるシーンは劇画『愛と誠』のオマージュである。
クライマックスの群馬県高崎市の金属工場での撮影で、五十嵐いづみが演じる翔子が車の中に捉えられ、大型プレス機であわや潰されそうになるというシーンで、プレス機の担当者が「潰れる前に止めるから大丈夫」と自信ありげに言っていたが、技斗担当である高瀬将嗣は不安に思い、安全バーとして、五十嵐の四方を囲むように角材を車の中に仕込んでいた。この準備に時間がかかり、スタッフの不満も鬱積。しかし本番になると案の定、プレス機が制御不能となって止まらず、五十嵐の身体の幅を残してプレス機が止まり、角材を仕込まなければ大惨事になっていた。人は本当に恐怖に陥ると、声を失って眼を見開くばかりという車中の五十嵐は正にそれだったという。五十嵐の身体の幅だけ残して停止した瞬間、仲村が車に駆け寄り五十嵐を抱きかかえ、五十嵐は初めて我に返り、仲村の胸に顔をうずめて号泣した。仲村は危険な撮影の連続で、「ある意味麻痺し、役者もスタッフも『高瀬さん、お手柄』という雰囲気もなかった」と話している。
また撮影が夜中までかかったため、人気シリーズになったこともあり、撮影現場に地元の暴走族が1000人程度集結し、現役ツッパリ中学生で血気盛んな長谷川悟などは、これらに応戦した。本シリーズはオールアフレコのため、撮影が続行できたが、同録なら撮影は不可能だった。
このクライマックスシーンは、ノブがクレーに吊るされた後、いなくなり、工場内なのにその状態で隠れるような場所はないのに「どこ行った?」というシーンがあり、工場内で無期停学組にトオルとヒロシが最初に目潰しを浴びせられ、無抵抗状態でいきなり喧嘩が終了しそうなのに、何故か相手が退散。トオルとヒロシ対大人数の場合は、闘うなら暗い方が有利と思われるが、これも何故か積極的に電気をつけ工場内を明るくする。
高瀬は「那須監督は、人の命はポテチ1枚より軽いのは当たり前と考えている人」と述べている。本作の後、1987年4月から撮影が始まった『新宿純愛物語』で、後半の鉄塔からのダイブシーンで高瀬道場のスタントマンが大怪我をした。このお見舞いに那須監督が一度も来なかったことから、高瀬と那須は決裂し、『第4作』『第5作』に高瀬は参加せず。黒澤満プロデューサーの仲介で、二人で会い、那須から謝罪を受け、『第6作』で高瀬は撮影に復帰した。

## 同時上映
『本場ぢょしこうマニュアル 初恋微熱篇』
- 監督 - 中田新一
- 主演 - 工藤夕貴

## ネット配信
- 東映シアターオンライン（YouTube）：2023年12月21日21:00（JST） - 2024年1月4日20:59（JST）